# Australiens federala verkställande råd

Australiens statsvapen.

Det federala verkställande rådet (engelska: Federal Executive Council) innehar den verkställande makten i det australiska regeringssystemet i enlighet med Australiens konstitution. Det motsvaras av andra verkställande råd i andra Samväldesriken såsom Nya Zeelands verkställande råd och kronråden (Privy councils) i Kanada och Storbritannien. Det verkställande rådet leds av generalguvernören och existerar för att ge råd till vederbörande i administrationen av regeringsmakten (i praktiken för att styra densamma). Till skillnad från  kronråden i Storbritannien (Her Majesty’s Most Honourable Privy Council) och Kanada (Queen’s Privy Council for Canada) är oppositionsledaren vanligen inte medlem i rådet.
Avsnitt 64 i konstitutionen fastslår att alla statsförbundets ministrar och parlamentssekreterare är medlemmar av rådet. Medlemskap i rådet är normalt på livstid, men i praktiken inbjuds bara den nuvarande regeringens ministrar till möten. Det verkställandet rådet skiljer sig från Australiens kabinett på så sätt att det senare enbart inkluderar nuvarande högre ministrar.
Medlemmar av det verkställande rådet tituleras The Honourable (den hedervärde). Trots att tidigare ministrar (inklusive de som har avslutat sin politiska karriär) sällan kallas till möten i det verkställande rådet är de formellt Executive-Councillors-on-call och kan kallas in vid behov. De har därför rätten till att tituleras The Honourable resten av sitt liv.